# Peg Woffington (skådespelare)

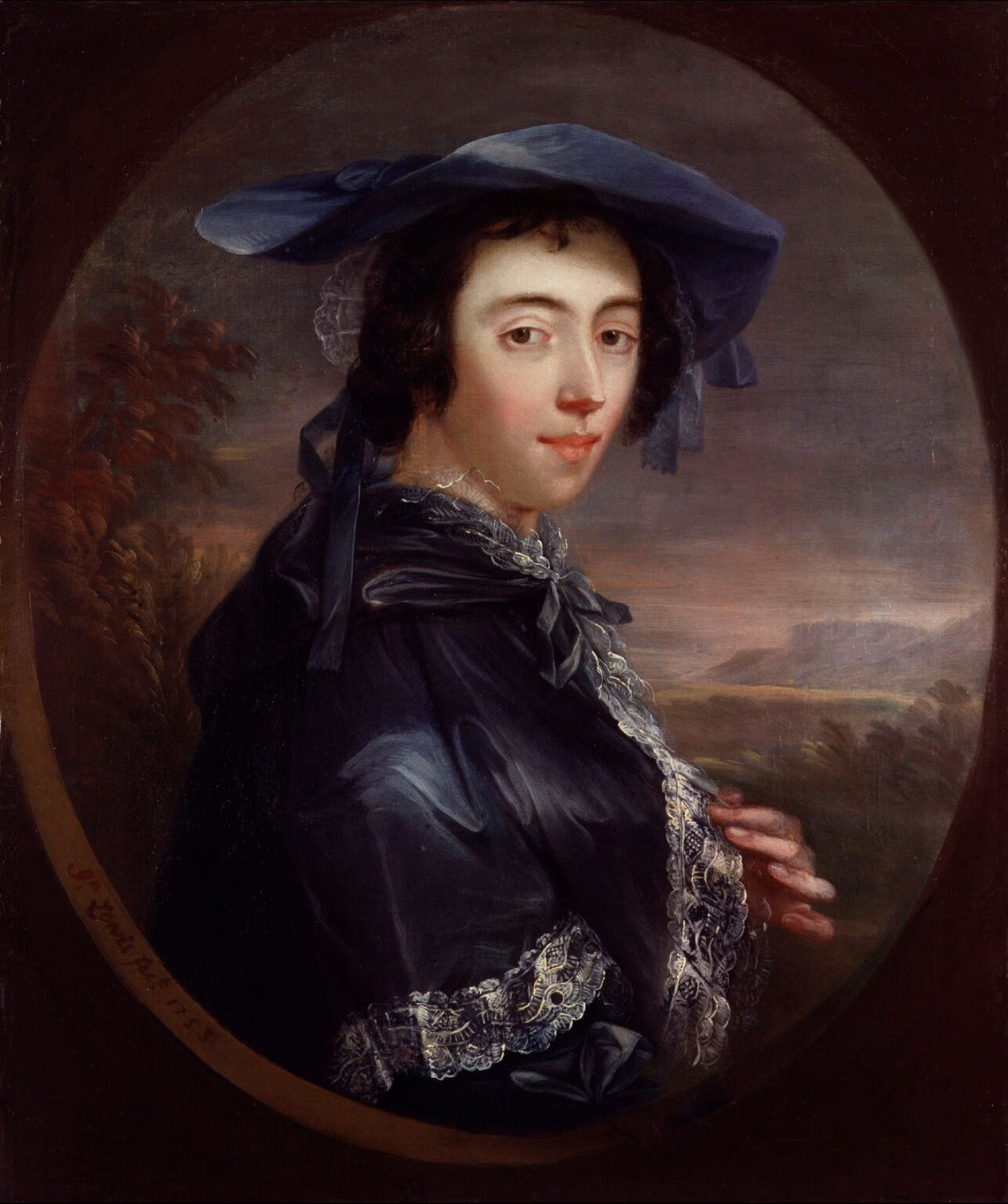
Peg Woffington.

Margaret "Peg" Woffington, född 18 oktober 1720 i Dublin, död 28 mars 1760 i Westminster, var en irländsk skådespelare. Hon hade en framgångsrik karriär i Dublin och London mellan 1730 och 1757 och var uppmärksammad för sina roller som eleganta societetskvinnor i komedier och byxroller. Hon rörde sig i tidens konstnärskretsar och umgicks med flera av tidens berömda personligheter och hade ett antal kärleksrelationer med berömdheter. 